# Jerzy Leszczyński
Jerzy Leszczyński, né le 6 février 1884 à Varsovie et mort le 9 juillet 1959 dans la même ville, est un acteur de cinéma, de théâtre, et réalisateur polonais.

## Filmographie
- 1911 : Antek Klawisz, bohater Powiśla (court-métrage)
- 1913 : Halka - Janusz
- 1913 : Antek kombinator
- 1914 : Fatalna godzina - Świetlicz
- 1918 : Carska faworyta - Ministre Woroncow
- 1918 : Melodie duszy Comte Ornando
- 1921 : Karczma na rozdrożu
- 1921 : Ludzie bez jutra
- 1921 : Cud nad Wisłą de Richard Boleslawski
- 1927 : Mogiła nieznanego żołnierza - Capitaine Michał Łazowski
- 1928 : Pan Tadeusz de Ryszard Ordyński - le Roi Stanislas II
- 1929 : W lasach polskich - Berek Joselewicz
- 1933 : Szpieg w masce - professeur Skalski
- 1933 : Dzieje grzechu - gynécologue
- 1934 : Córka generała Pankratowa de Józef Lejtes et Mieczysław Znamierowski - comte Bobrow
- 1936 : Barbara Radziwiłł de Józef Lejtes - Rafał Leszczyński
- 1936 : Wierna rzeka - docteur
- 1937 : Halka
- 1937 : Dyplomatyczna żona - l'ambassadeur Comte Rossi
- 1939 : Żona i nie żona
- 1948 : La vérité n'a pas de frontière (Ulica Graniczna) de Aleksander Ford - docteur Józef Białek

## Théâtre

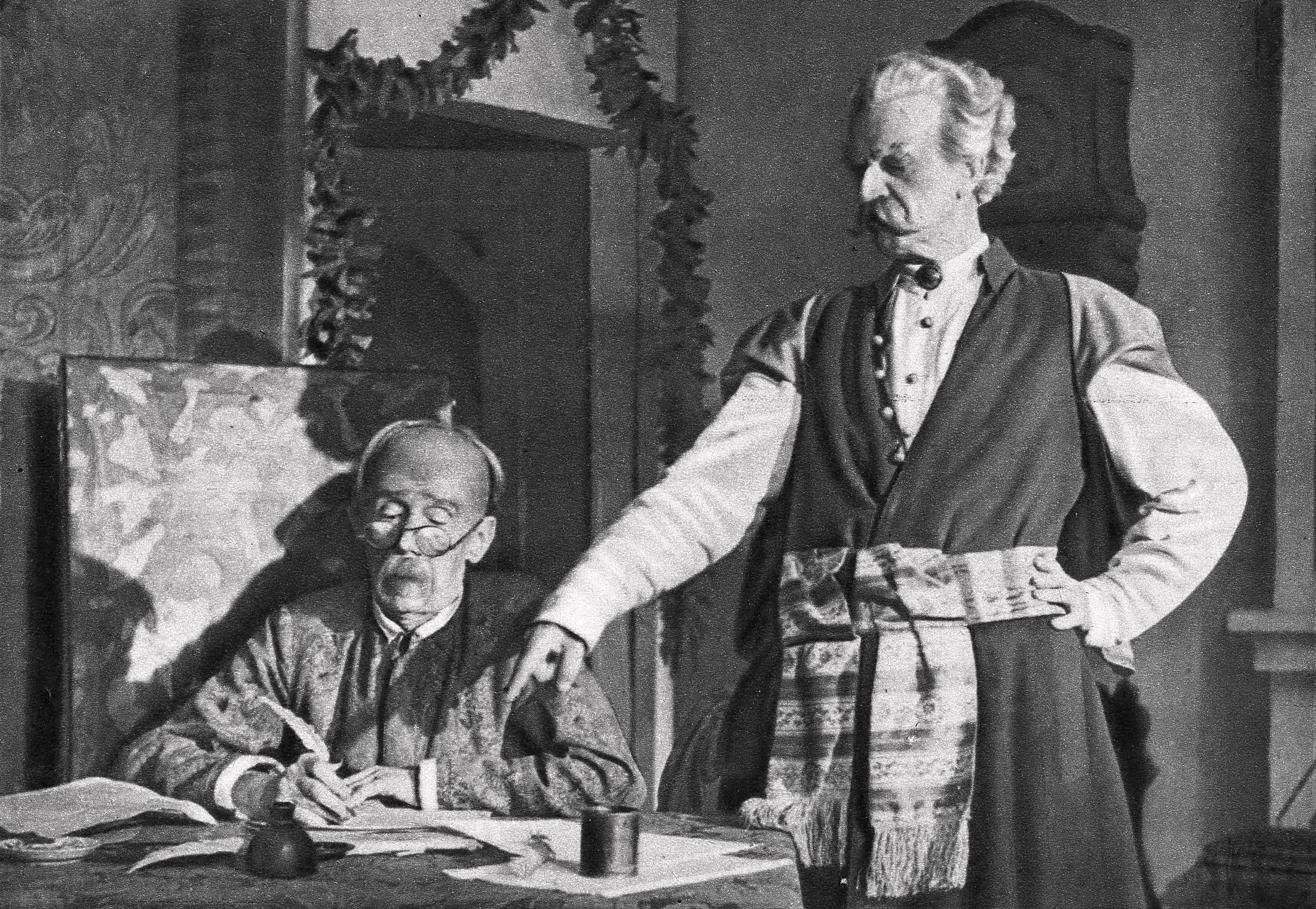
Ludwik Solski et Jerzy Leszczyński dans la pièce Zemsta de Teofil Trzciński, en 1938 au Théâtre Juliusz-Słowacki de Cracovie.

## Récompenses et distinctions
- Croix d'or du mérite polonais (Złoty Krzyż Zasługi) en 1953.
- Croix de commandeur dans l'Ordre Polonia Restituta en 1952.
- Officier dans l'Ordre national de la Légion d'honneur en 1931.
- Lauriers d'or académiques (Złoty Wawrzyn Akademicki) en 1938.